# Делафилд (тауншип, Миннесота)
Делафилд (англ. Delafield) — тауншип в округе Джексон, Миннесота, США. На 2000 год его население составило 281 человек.

## География
По данным Бюро переписи населения США площадь тауншипа составляет 90,8 км², из которых 89,7 км² занимает суша, а 1,0 км² — вода (1,14 %).

## Демография
По данным переписи населения 2000 года здесь находились 281 человек, 110 домохозяйств и 91 семья.  Плотность населения —  3,1 чел./км².  На территории тауншипа расположено 119 построек со средней плотностью 1,3 построек на один квадратный километр. Расовый состав населения: 100,00 % белых.
Из 110 домохозяйств в 30,9 % воспитывались дети до 18 лет, в 77,3 % проживали супружеские пары, в 1,8 % проживали незамужние женщины и в 16,4 % домохозяйств проживали несемейные люди. 14,5 % домохозяйств состояли из одного человека, при том 7,3 % из — одиноких пожилых людей старше 65 лет. Средний размер домохозяйства — 2,55, а семьи — 2,82 человека.
21,7 % населения — младше 18 лет, 6,4 % — в возрасте от 18 до 24 лет, 27,8 % — от 25 до 44, 24,2 % — от 45 до 64, и 19,9 % — старше 65 лет. Средний возраст — 43 года. На каждые 100 женщин приходилось 108,1 мужчин.  На каждые 100 женщин старше 18 приходилось 111,5 мужчин.
Средний годовой доход домохозяйства составлял 37 750 долларов, а средний годовой доход семьи —  46 250 долларов. Средний доход мужчин —  26 719  долларов, в то время как у женщин — 18 125. Доход на душу населения составил 18 258 долларов. За чертой бедности находились 10,3 % семей и 15,2 % всего населения тауншипа, из которых 28,8 % младше 18 и 3,7 % старше 65 лет.